# Barrträdspest
Barrträdspest (Gremmeniella abietina) är en svampart som först beskrevs av Lagerb., och fick sitt nu gällande namn av M. Morelet 1969. Enligt Catalogue of Life ingår Barrträdspest i släktet Gremmeniella, ordningen disksvampar, klassen Leotiomycetes, divisionen sporsäcksvampar och riket svampar, men enligt Dyntaxa är tillhörigheten istället släktet Gremmeniella, familjen Helotiaceae, ordningen disksvampar, klassen Leotiomycetes, divisionen sporsäcksvampar och riket svampar. Arten är reproducerande i Sverige. Inga underarter finns listade i Catalogue of Life.
Orsakar knopp- och grentorka hos tall.

## Källor

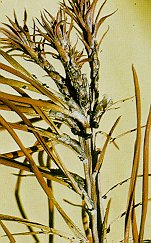
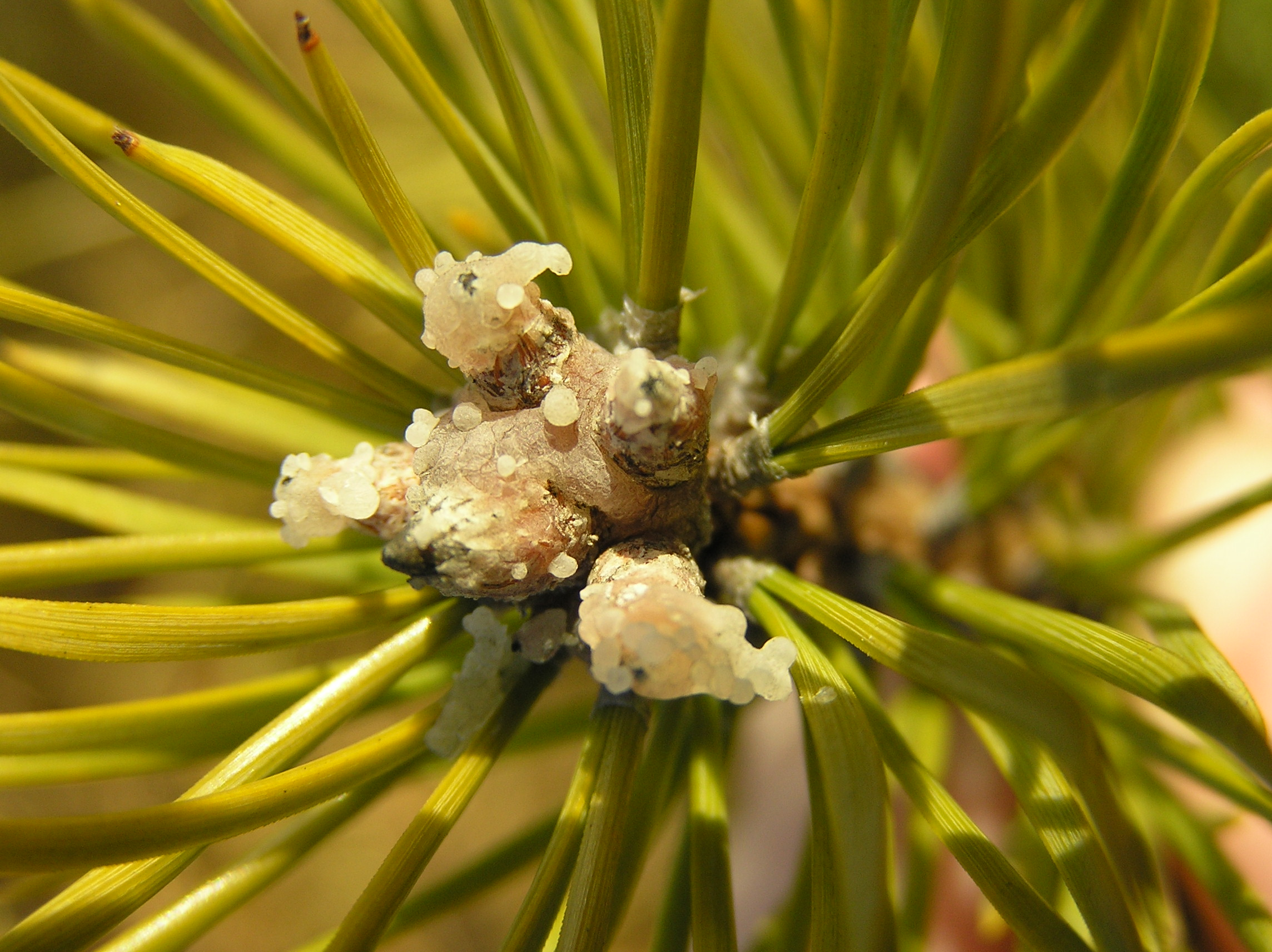
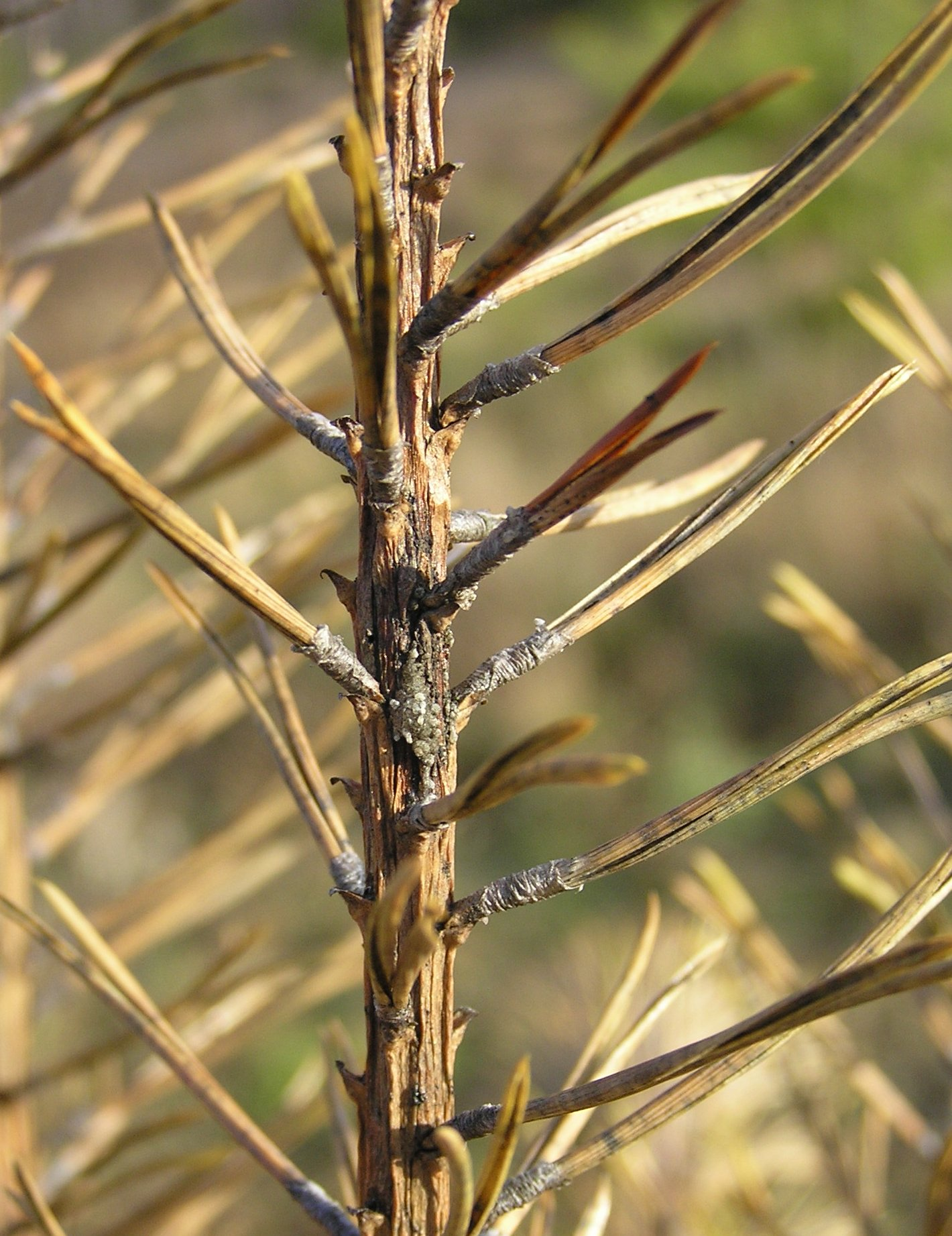